# Даніеле Дессена
Даніеле Дессена (італ. Daniele Dessena, нар. 10 травня 1987, Парма) — італійський футболіст, півзахисник клубу «Віртус Ентелла».
Виступав, зокрема, за клуби «Парма», «Сампдорія» та «Кальярі», а також олімпійську збірну Італії.

## Клубна кар'єра
Народився 10 травня 1987 року в місті Парма. Вихованець футбольної школи клубу «Парма». Дорослу футбольну кар'єру розпочав 2004 року в основній команді того ж клубу, в якій провів чотири сезони, взявши участь у 81 матчі чемпіонату. Більшість часу, проведеного у складі «Парми», був основним гравцем команди.
У сезоні 2007/08 «Парма» посіла 19 місце в чемпіонаті і залишила Серію А. Після цього влітку 2008 року клуби «Сампдорія» і «Парма» домовилися про спільне володіння прав на гравця, і Дессена став виступати за «Сампдорію». Договір передбачав повернення футболіста в колишній клуб, якщо «Парма» зможе піднятися з Серії B у вищий дивізіон.
У 2009 році Дессена на правах співволодіння перейшов у «Кальярі», де провів один сезон, після чого повернувся в «Сампдорію». У сезоні 2010/11 італійський гравець провів за цей клуб 22 матчі в Серії А, але не врятував команду від вильоту в Серію В. 
На початку 2012 року перейшов до «Кальярі», в якому провів вісім сезонів, відігравши за цей час за головну команду Сардинії понад 200 матчів в усіх турнірах.
На початку 2019 року став гравцем «Брешії», якій допоміг за результатами сезону 2018/19 посісти перше місце у Серії B і підвищитися в класі до елітного італійського дивізіону. Утім вже за результатами сезону 2019/20 «Брешія» втратила місце в Серії A, і протягом наступних півроку Дессена знову захищав її кольори на рівні другого дивізіону.
Першу половину 2021 року знову грав у Серії B, цього разу за «Пескару», після чого приєднався до третьолігового «Віртус Ентелла».

## Виступи за збірні
2004 року дебютував у складі юнацької збірної Італії, взяв участь у 9 іграх на юнацькому рівні, відзначившись одним забитим голом.
Протягом 2006—2009 років залучався до складу молодіжної збірної Італії, разом з якою був учасником молодіжного чемпіонату Європи 2007 та 2009 років. На молодіжному рівні зіграв у 20 офіційних матчах, забив 5 голів.
2008 року захищав кольори олімпійської збірної Італії на Олімпійських іграх 2008 року у Пекіні.

## Статистика виступів

### Статистика клубних виступів
Станом на 15 травня 2022 року
| Сезон                 | Команда               | Чемпіонат             | Чемпіонат | Чемпіонат | Національний кубок | Національний кубок | Національний кубок | Континентальні кубки | Континентальні кубки | Континентальні кубки | Інші змагання | Інші змагання | Інші змагання | Усього | Усього |
| Сезон                 | Команда               | Ліга                  | Ігор      | Голів     | Ліга               | Ігор               | Голів              | Ліга                 | Ігор                 | Голів                | Ліга          | Ігор          | Голів         | Ігор   | Голів  |
| --------------------- | --------------------- | --------------------- | --------- | --------- | ------------------ | ------------------ | ------------------ | -------------------- | -------------------- | -------------------- | ------------- | ------------- | ------------- | ------ | ------ |
| 2004–05               | «Парма»               | A                     | 2+2       | 0         | КІ                 | 1                  | 0                  | КУЄФА                | 6                    | 0                    |               | -             | -             | 9      | 0      |
| 2005–06               | «Парма»               | A                     | 17        | 3         | КІ                 | 3                  | 0                  |                      | -                    | -                    |               | -             | -             | 20     | 3      |
| 2006–07               | «Парма»               | A                     | 34        | 2         | КІ                 | 3                  | 0                  | КУЄФА                | 6                    | 2                    |               | -             | -             | 43     | 4      |
| 2007–08               | «Парма»               | A                     | 28        | 0         | КІ                 | 1                  | 0                  |                      | -                    | -                    |               | -             | -             | 29     | 0      |
| Усього за «Парму»     | Усього за «Парму»     | Усього за «Парму»     | 81+2      | 5         |                    | 8                  | 0                  |                      | 12                   | 2                    |               | -             | -             | 103    | 7      |
| 2008–09               | «Сампдорія»           | A                     | 25        | 2         | КІ                 | 2                  | 0                  | КУЄФА                | 6                    | 1                    |               | -             | -             | 33     | 3      |
| 2009–10               | «Кальярі»             | A                     | 29        | 3         | КІ                 | 0                  | 0                  |                      | -                    | -                    |               | -             | -             | 29     | 3      |
| 2010–11               | «Сампдорія»           | A                     | 22        | 0         | КІ                 | 1                  | 0                  | ЛЧ+ЛЄ                | 1+6                  | 0                    |               | -             | -             | 30     | 0      |
| 2011–12               | «Сампдорія»           | B                     | 8         | 0         | КІ                 | 1                  | 0                  |                      | -                    | -                    |               | -             | -             | 9      | 0      |
| Усього за «Сампдорію» | Усього за «Сампдорію» | Усього за «Сампдорію» | 55        | 2         |                    | 4                  | 0                  |                      | 13                   | 1                    |               | -             | -             | 72     | 3      |
| 2011–12               | «Кальярі»             | A                     | 12        | 1         | КІ                 | 0                  | 0                  |                      | -                    | -                    |               | -             | -             | 12     | 1      |
| 2012–13               | «Кальярі»             | A                     | 31        | 3         | КІ                 | 3                  | 0                  |                      | -                    | -                    |               | -             | -             | 34     | 3      |
| 2013–14               | «Кальярі»             | A                     | 33        | 0         | КІ                 | 1                  | 0                  |                      | -                    | -                    |               | -             | -             | 34     | 0      |
| 2014–15               | «Кальярі»             | A                     | 28        | 1         | КІ                 | 2                  | 0                  |                      | -                    | -                    |               | -             | -             | 30     | 1      |
| 2015–16               | «Кальярі»             | B                     | 16        | 0         | КІ                 | 2                  | 1                  |                      | -                    | -                    |               | -             | -             | 18     | 1      |
| 2016–17               | «Кальярі»             | A                     | 0         | 0         | КІ                 | 0                  | 0                  |                      | -                    | -                    |               | -             | -             | 0      | 0      |
| 2016–17               | «Кальярі»             | A                     | 18        | 2         | КІ                 | 1                  | 0                  | -                    | -                    | -                    | -             | -             | -             | 19     | 2      |
| 2017–18               | «Кальярі»             | A                     | 17        | 0         | КІ                 | 1                  | 1                  | -                    | -                    | -                    | -             | -             | -             | 18     | 1      |
| 2018-січ. 2019        | «Кальярі»             | A                     | 11        | 0         | КІ                 | 0                  | 0                  | -                    | -                    | -                    | -             | -             | -             | 11     | 0      |
| Усього за «Кальярі»   | Усього за «Кальярі»   | Усього за «Кальярі»   | 195       | 10        |                    | 10                 | 2                  |                      | -                    | -                    |               | -             | -             | 205    | 12     |
| січ.-черв. 2019       | «Брешія»              | B                     | 11        | 1         | КІ                 | 0                  | 0                  | -                    | -                    | -                    | -             | -             | -             | 11     | 1      |
| 2019–20               | «Брешія»              | A                     | 24        | 2         | КІ                 | 0                  | 0                  | -                    | -                    | -                    | -             | -             | -             | 24     | 2      |
| 2020-січ. 2021        | «Брешія»              | B                     | 18        | 2         | КІ                 | 1                  | 0                  | -                    | -                    | -                    | -             | -             | -             | 19     | 2      |
| Усього за «Брешію»    | Усього за «Брешію»    | Усього за «Брешію»    | 53        | 5         |                    | 1                  | 0                  |                      | -                    | -                    |               | -             | -             | 54     | 5      |
| січ.-черв. 2021       | «Пескара»             | B                     | 13        | 3         | КІ                 | 0                  | 0                  | -                    | -                    | -                    | -             | -             | -             | 13     | 3      |
| 2021–22               | «Віртус Ентелла»      | C                     | 24        | 1         | КІ-C               | 3                  | 0                  | -                    | -                    | -                    | -             | -             | -             | 27     | 1      |
| Усього за кар'єру     | Усього за кар'єру     | Усього за кар'єру     | 431+2     | 26        |                    | 26                 | 2                  |                      | 25                   | 3                    |               | -             | -             | 484    | 31     |